# Зиемеле, Инета
Инета Зиемеле (латыш. Ineta Ziemele; род. 12 февраля 1970, Даугавпилс) — латвийский правовед. Судья Европейского суда по правам человека (с 2005 по 2014 год). Профессор ЛУ, Söderberg и Рижской юридической школы, приглашенный профессор Raoul Wallenberg Institute of Human Rights and Humanitarian Law. Степень магистра получила в Швеции в 1994 году, доктора — в Кембридже в 1999 году. Консультант комиссии Сейма по иностранным делам (1992—1995).
В сентябре 2014 года избрана судьёй Конституционного суда Латвии, в январе 2015 года принесла присягу судьи КС. С 2017 года член-корреспондент АН Латвии. В 2020 году перешла на должность судьи в Суде Европейского союза.